# Llac Metelys
El llac Metelys és un llac situat al sud del comtat d'Alytus, a Lituània. Té una superfície de 1.292 hectàrees i una màxima profunditat de 15 metres. Un dels seus marges limita amb el Parc Regional de Meteliai. El llac està format a partir de blocs desfets de gel.
El llac és un hàbitat notable d'aus aqüàtiques: s'hi han vist poblacions de cabussó emplomallat, d'oca vulgar i de, l'espècie mundialment amenaçada, morell xocolater.